# Dora Özer
Dora Özer (Çanakkale, 1988/1989 - Kuşadası, província d'Aydın, 9 de juliol de 2013) va ser una prostituta transsexual turca. Assassinada a penes dos dies abans que la sueca Eva Marree Kullander Smith en 2013, la mort d'Özer va suscitar una onada mundial de protestes en contra de la violència exercida a les treballadores sexuals i les persones trans, i per la despenalització completa del treball sexual.

## Ressenya biogràfica
Dora Özer va néixer amb el nom de Hüseyin Uğur Özer en Çanakkale, al costat del estret dels Dardanels. Amb 18 o 19 anys, es va escapar de casa i es va mudar a Esmirna, on va començar a exercir el treballador sexual, a causa de les dificultats de trobar treball que provocava la transfòbia. L'ambient opressiu contra les prostitutes a Esmirna en aquest moment, la portaria a mudar-se poc després a Kuşadası, una ciutat turística de la costa del Mar Egea, on romandria durant diversos anys i començaria una nova vida, sense perdre el contacte amb els seus sers estimats d'altres ciutats. Si bé, en escapar-se de casa havia tingut problemes amb els seus familiars, en el moment de la seva mort havia arreglat la seva relació amb ells.

## Assassinat
Dora Özer va ser assassinada per apunyalament als seus 24 anys el 9 de juliol de 2013, a la seva casa de Kuşadası. El seu cos va ser trobat sobre les 19.00 d'aquest dia per la seva companya de pis, una altra dona trans identificada solament com Hande. El seu cadàver presentava ferides d'arma blanca en catorze llocs diferents del seu cos.
L'assassí de Dora, identificat com Serdar Ö., un forner de Kuşadasi de 22 anys, va ser detingut a les 10.00 AM de l'endemà. Havent-lo identificat mitjançant enregistraments amb càmeres de seguretat i per les declaracions de testimonis, la policia va fer una batuda a la seva casa, on van trobar la bossa, el telèfon mòbil i l'ordinador portàtil de Dora. Serdar Ö. va confessar l'assassinat en un primer interrogatori, explicant que ell era un client de Dora, amb la qual va discutir després d'haver tingut relacions sexuals, moment després del qual la va matar. Després de l'interrogatori, Serdar Ö. va ser traslladat primerament al Palau de Justícia de Kuşadasi, i més tard a la presó de Söke.
El cos de Özer va ser portat a l'Hospital Estatal de Kuşadasi per a la realització de l'autòpsia. Els seus amics i la seva família van portar de tornada les seves restes a Kuşadasi, i, després de l'ofici d'una pregària fúnebre a la Mesquita Hanım, la van enterrar al cementiri d'Adalızade.

## Repercussions
L'assassinat de Özer, juntament amb el de Kullander Smith, va generar una onada de protestes a nivell mundial, que van implicar manifestacions de treballadores sexuals a 36 ciutats davant les ambaixades de Suècia i Turquia el 19 de juliol. Si bé, l'organització coordinadora d'aquestes manifestacions va ser el Comitè Internacional pels Drets de les Treballadores Sexuals d'Europa, les manifestacions en si van ser dutes a terme per organitzacions locals de persones LGBT i treballadores sexuals.
La Xarxa Global de Projectes de Treball Sexual va criticar la relació entre l'assassinat de Özer i la regulació de la prostitució a Turquia. En aquest país, les prostitutes només poden treballar en bordells legalment autoritzats, sent aquelles que treballen per compte propi (il·legalment) especialment vulnerables, en haver de treballar en entorns d'alt risc. Pye Jakobsson i Carol Leigh es van manifestar contra el mateix estigma en el seu vídeo Jasmine and Dora 4-Ever.
Dins de Turquia, l'assassinat de Özer va provocar manifestacions el divendres 12 de juliol en Istanbul, Ankara, Esmirna, Mersin, Adana, Diyarbakır i Eskişehir. A Istambul, la policia va impedir als manifestants arribar a la Plaça Taksim. Davant la mort de Dora, l'activista Kemal Iffetsiz Asyu Ayrikotu, president de l'associació turca pels drets de les treballadores sexuals Red Umbrella Sexual Health and Human Rights Association, va destacar en una entrevista la motivació tant transfòbica com putofòbica del seu assassinat, i va criticar la desprotecció de les treballadores sexuals turques i l'exagerada associació que es dona a Turquia en pretendre que les dones trans són prostitutes per definició. Malgrat ser pressionat per activistes LGBT, el Ministeri de Família i Polítiques Socials de Turquia va refusar fer comentaris davant la mort d'Özer.